# Tetramesa anatolica
Tetramesa anatolica är en stekelart som beskrevs av Zerova och Cam 2003. Tetramesa anatolica ingår i släktet Tetramesa och familjen kragglanssteklar.
Artens utbredningsområde är Turkiet. Inga underarter finns listade i Catalogue of Life.